# Kollikvációs nekrózis
A kollikvációs nekrózis legfőbb oka a sejt enzimatikus elemésztése. Ez történhet a saját (autolysis)  vagy más sejtek enzimjei (heterolysis) által.
Általában gócos bakteriális vagy gombás fertőzés hatására következik be, mivel a baktériumok erős ingert jelentenek az immunrendszer, így a fehérvérsejtek számára. De a hypoxiás (oxigénhiányos) sejthalál a központi idegrendszerben is kollikvációs nekrózist indít el.
Míg a vese-, máj-, szívizomsejtekben a hypoxiás sejthalált koagulációs nekrózis követi.
A kollikváció tehát megemészti az elhalt sejt maradványait, törmelékeit, viszont gyakran marad hátra szövethiány. Mikroszkópos képen nézve, például olyan szívizomban, melyben sejtelhalást követően kollikvációs nekrózis megy végbe, az elhalt rostok körül nagy mennyiségű fehérvérsejtet látunk, melyek szövethiányt hagynak, így tályog keletkezhet.
A központi idegrendszerben lezajló kollikvációs nekrózis okozta sejtelhalás mielin tartalmú törmelékeket eredményez, melyeket a gliasejtek távolítanak el. Makroszkóposan például az agyban ilyen módon elhalt szövet a környező területektől lágyabb, majd cysták keletkezhetnek belsejében, később bevérezhet, sárgássa, fehérré válhat.

## Lásd még
- Patológia
- Nekrózis
- Koagulációs nekrózis
- Apoptózis